# Mychophilus roseus
Mychophilus roseus är en kräftdjursart som beskrevs av Hesse 1865. Mychophilus roseus ingår i släktet Mychophilus, och familjen Enteropsidae. Arten är reproducerande i Sverige.